# عمارت طبیب
عمارت طبیب مربوط به دوره قاجار است و در بوشهر، خیابان خلیج فارس، محله قدیم بهبهانیها واقع شده و این اثر در تاریخ ۲۷ دی ۱۳۷۷ با شمارهٔ ثبت ۲۲۵۳ به‌عنوان یکی از آثار ملی ایران به ثبت رسیده است.